# Arciliuto
L'arciliuto o liutone è uno strumento musicale cordofono di grosse dimensioni, derivato dal liuto e caratterizzato dalla presenza, a fianco delle normali corde da premere, di alcune corde di bordone, molto più lunghe e più gravi. I modelli risalenti fino al 1620 avevano tipicamente undici coppie di corde, delle quali sei o sette tastate. Nell'opera Intavolatura di liuto (1623) il compositore bolognese Alessandro Piccinini attribuisce a sé stesso la paternità dello strumento.
Il suo utilizzo era generalmente limitato, nelle esecuzioni cameristiche, all'accompagnamento nei complessi strumentali e del canto solista, anche se non mancano nella letteratura musicale, dei brani solisti.
Più in generale, per arciliuto, si intesero tutti quei tentativi svolti sul liuto tradizionale allo scopo di aumentarne l'estensione, grazie all'aggiunta di corde fuori dal manico. Nacquero, in questo modo, tre tipi di liuti estesi che rientrano nella categoria degli arciliuti: il chitarrone, la tiorba e il liuto attiorbato.
Il liuto attiorbato era un tradizionale liuto con un cavigliere progettato con un capotasto prolungato all'esterno per ospitare le corde anche fuori dal manico, corde che necessitavano una accordatura su misura per ogni brano.
Il chitarrone era un liuto con un manico estremamente prolungato, la cassa ampliata e due caviglieri nel manico, dei quali, quello in basso raccoglieva le corde tastate, mentre in quello in alto si raccoglievano le corde uscenti dal manico.
La tiorba invece era caratterizzata da due caviglieri sovrapposti.